# Strødam Naturreservat
Strødam Naturreservat er et fondsejet skovområde i vestenden af Gribskov, sydvest for Gadevang i Nordsjælland. Reservatet, der blev fredet i 1925, er lukket for offentligheden, men stilles til rådighed for videnskabelige undersøgelser efter godkendelse af Strødamudvalget. Reservatet er på 160 hektar, hvoraf ca. 100 ha er dækket af skov. Dele af skoven har ligget hen uden indgreb siden fredningen og er dermed et af de naturskovsarealer i Danmark, der længst har ligget urørt hen.
Urørt skov har indtil for nylig været en sjældenhed i danske skove. Når skoven, som i Strødamreservatet, får lov til at ligge urørt hen, sker der gradvis en udvikling, hvorved den biologiske mangfoldighed øges. Antallet af arter af insekter, svampe, planter og dyr øges, da muligheden for at finde egnede levesteder øges i takt med forfaldet i skoven.

## Landskabet
Naturen i Strødamreservatet er meget varieret med et bakket terræn der skråner ned mod Pøleå. Lavningerne i terrænet henligger som mose eller eng, nogle steder er der anlagt damme. Mod vest strækker et småbakket overdrev sig helt frem til Strødam Engsø. Både i skoven og ude i det åbne land er der mindre partier med væld. Jorden er generelt sandet-gruset og jordbunden de fleste steder en mager muldbund, men der er også partier med en mere næringsrig bund.

## Kulturhistorie
Den danske finans- og industrimand Carl Frederik Tietgen byggede i 1873 byggede en lystgård med tilhørende park og skov, ejendommen, Strødam. Den har siden 1949 været ejet af Jarlfonden, bortset fra bygningerne, som efterfølgende er solgt fra. 
Strødamudvalget, som  er nedsat af Københavns Universitets Naturvidenskabelige Fakultet Københavns Universitets Natur- og Biovidenskabelige Fakultet, har til opgave at rådgive Jarlfonden om skovens drift på en sådan måde, at det i overensstemmelse med de pålagte servitutter kan tjene som reservat for det nordsjællandske dyre- og planteliv og som forsøgsområde for botaniske og zoologiske studier.
Strødam ligger i Nationalpark Kongernes Nordsjælland og er en del af Natura 2000-område nr. 133 Gribskov, Esrum Sø og Snævret Skov